# NGC 4061
NGC 4061 је елиптична галаксија у сазвежђу Береникина коса која се налази на NGC листи објеката дубоког неба.
Деклинација објекта је + 20° 13' 58" а ректасцензија 12h 4m 1,5s. Привидна величина (магнитуда) објекта NGC 4061 износи 13,2 а фотографска магнитуда 14,2. Налази се на удаљености од 14,6000 милиона парсека од Сунца. NGC 4061 је још познат и под ознакама NGC 4055, UGC 7044, MCG 4-29-6, VV 49, VV 179, CGCG 128-5, CGCG 98-40, PGC 38146.